# Phireza
Phireza là một chi nhện trong họ Thomisidae.